# Jihomoravský krajský přebor 1962/1963
V soubojích 3. ročníku Jihomoravského krajského přeboru 1962/63 (jedna ze skupin 3. fotbalové ligy) se utkalo 14 týmů každý s každým dvoukolovým systémem podzim–jaro. Tento ročník začal v srpnu 1962 a skončil v červnu 1963.

## Nové týmy v sezoně 1962/63
- Ze II. ligy – sk. B 1961/62 nesestoupilo do Jihomoravského krajského přeboru žádné mužstvo.
- Ze skupin I. třídy Jihomoravského kraje 1961/62 postoupila mužstva Rudá hvězda Znojmo (vítěz skupiny A),[1] TJ Tatran Poštorná (vítěz skupiny B),[1] TJ Spartak ZJŠ Brno „C“ (vítěz skupiny C ještě jako B-mužstvo Rudé hvězdy Brno)[1] a TJ Slavoj Malenovice (vítěz skupiny D).[1][2] Mužstvo TJ Dynamo Jihlava získalo svoje místo fúzí s Rudou hvězdou Jihlava.

## Konečná tabulka
Zdroj: 
| Poř. | Tým                         | Z  | V  | R | P  | VG | OG | B  |
| ---- | --------------------------- | -- | -- | - | -- | -- | -- | -- |
| 1.   | TJ Baník Ratíškovice        | 26 | 15 | 5 | 6  | 64 | 35 | 35 |
| 2.   | TJ Spartak Líšeň            | 26 | 15 | 4 | 7  | 55 | 35 | 34 |
| 3.   | TJ Jiskra OP Prostějov      | 26 | 13 | 6 | 7  | 43 | 36 | 32 |
| 4.   | Rudá hvězda Znojmo (N)      | 26 | 12 | 6 | 8  | 75 | 41 | 30 |
| 5.   | TJ Slavoj Malenovice (N)    | 26 | 13 | 4 | 9  | 46 | 32 | 30 |
| 6.   | TJ Spartak TOS Kuřim        | 26 | 12 | 5 | 9  | 51 | 41 | 29 |
| 7.   | TJ Spartak Jihlava          | 26 | 11 | 7 | 8  | 45 | 39 | 29 |
| 8.   | TJ Gottwaldov Letná („B“)   | 26 | 10 | 7 | 9  | 47 | 54 | 27 |
| 9.   | TJ Železárny Prostějov      | 26 | 10 | 6 | 10 | 51 | 49 | 26 |
| 10.  | TJ Tatran Poštorná (N)      | 26 | 9  | 8 | 9  | 39 | 44 | 26 |
| 11.  | TJ Spartak ZJŠ Brno „C“ (N) | 26 | 8  | 8 | 10 | 47 | 60 | 24 |
| 12.  | TJ Spartak Kunovice         | 26 | 7  | 4 | 15 | 40 | 53 | 18 |
| 13.  | TJ Dynamo Jihlava (N)       | 26 | 5  | 3 | 18 | 29 | 72 | 13 |
| 14.  | TJ Spartak Adamov           | 26 | 3  | 5 | 18 | 35 | 81 | 11 |

Poznámky:
- Z = Odehrané zápasy; V = Vítězství; R = Remízy; P = Prohry; VG = Vstřelené góly; OG = Obdržené góly; B = Body; (S) = Mužstvo sestoupivší z vyšší soutěže; (N) = Mužstvo postoupivší z nižší soutěže (nováček)

|  | Postup do II. ligy – sk. B 1963/64                       |
|  | Sestup do skupin I. A třídy Jihomoravského kraje 1963/64 |